# Crusade (album)
Crusade è il quarto album di John Mayall (& the Bluesbreakers), pubblicato dalla Decca Records nel settembre del 1967. Il disco fu registrato l'11 e 12 luglio 1967 al Decca Studios di West Hamstead, Londra (Inghilterra).

## Tracce
Lato A
1. Oh, Pretty Woman – 3:30 (A.C. Williams, Albert King)
2. Stand Back Baby – 1:43 (John Mayall)
3. My Time After Awhile – 5:05 (Bob Geddins, Buddy Guy)
4. Snowy Wood – 3:52 (John Mayall, Mick Taylor)
5. Man of Stone – 2:22 (Eddie Kirkland)
6. Tears in My Eyes – 4:14 (John Mayall)

Lato B
1. Driving Sideways – 3:48 (Freddie King)
2. The Death of J.B. Lenoir – 4:21 (John Mayall)
3. I Can't Quit You Baby – 4:28 (Otis Rush, Willie Dixon)
4. Streamline – 3:10 (John Mayall)
5. Me and My Woman – 3:52 (Gene Barge, Little Joe Blue)
6. Checking Up on My Baby – 3:46 (Sonny Boy Williamson II)

Edizione CD del 2008, pubblicato dalla Decca Records UICY-93405
1. Oh Pretty Woman – 3:35 (A.C. Williams)
2. Stand Back Baby – 1:45 (John Mayall)
3. My Time After Awhile – 5:09 (Robert L. Geddins, Ronald Dean Badger)
4. Snowy Wood – 3:37 (John Mayall, Mick Taylor)
5. Man of Stone – 2:26 (Eddie Kirkland)
6. Tears in My Eyes – 4:17 (John Mayall)
7. Driving Sideways – 3:58 (Beverly Bridge, Freddie King, Sonny Thompson)
8. The Death of J.B. Lenoir – 4:24 (John Mayall)
9. I Can't Quit You Baby – 4:31 (Willie Dixon)
10. Streamline – 3:15 (John Mayall)
11. Me and My Woman – 4:01 (Gene Barge)
12. Checkin' Up on My Baby – 3:56 (Sonny Boy Williamson II)
13. Curly – 3:25 (Peter Green) – Bonus Track
14. Rubber Duck – 3:46 (Aynsley Dunbar, Peter Green) – Bonus Track
15. Greeny – 3:55 (Peter Green) – Bonus Track
16. Missing You – 1:58 (Peter Green) – Bonus Track
17. Please Don't Tell – 2:28 (John Mayall) – Bonus Track
18. Your Funeral, My Trail – 3:56 (Sonny Boy Williamson II) – Bonus Track
19. Double Trouble – 3:22 (Otis Rush) – Bonus Track
20. It Hurts Me Too – 2:55 (Melvene R. London) – Bonus Track
21. Suspicious (Part One) – 2:48 (John Mayall) – Bonus Track
22. Suspicious (Part Two) – 5:31 (John Mayall) – Bonus Track

## Musicisti
- John Mayall - voce, armonica, organo, pianoforte, chitarra slide (bottleneck)
- Mick Taylor - chitarra solista
- John McVie - basso
- Keef Hartley - batteria
- Chris Mercer - sassofono tenore
- Rip Kant - sassofono baritono